# Immeuble au 20, place du Marché à Obernai
L'immeuble au 20, place du Marché est un monument historique situé à Obernai, dans le département français du Bas-Rhin.

## Localisation
Ce bâtiment est situé au 20, place du Marché à Obernai.

## Historique
L'édifice fait l'objet d'une inscription au titre des monuments historiques depuis 1929.
L'édifice fait l'objet d'un classement au titre des monuments historiques depuis 1958.

## Architecture

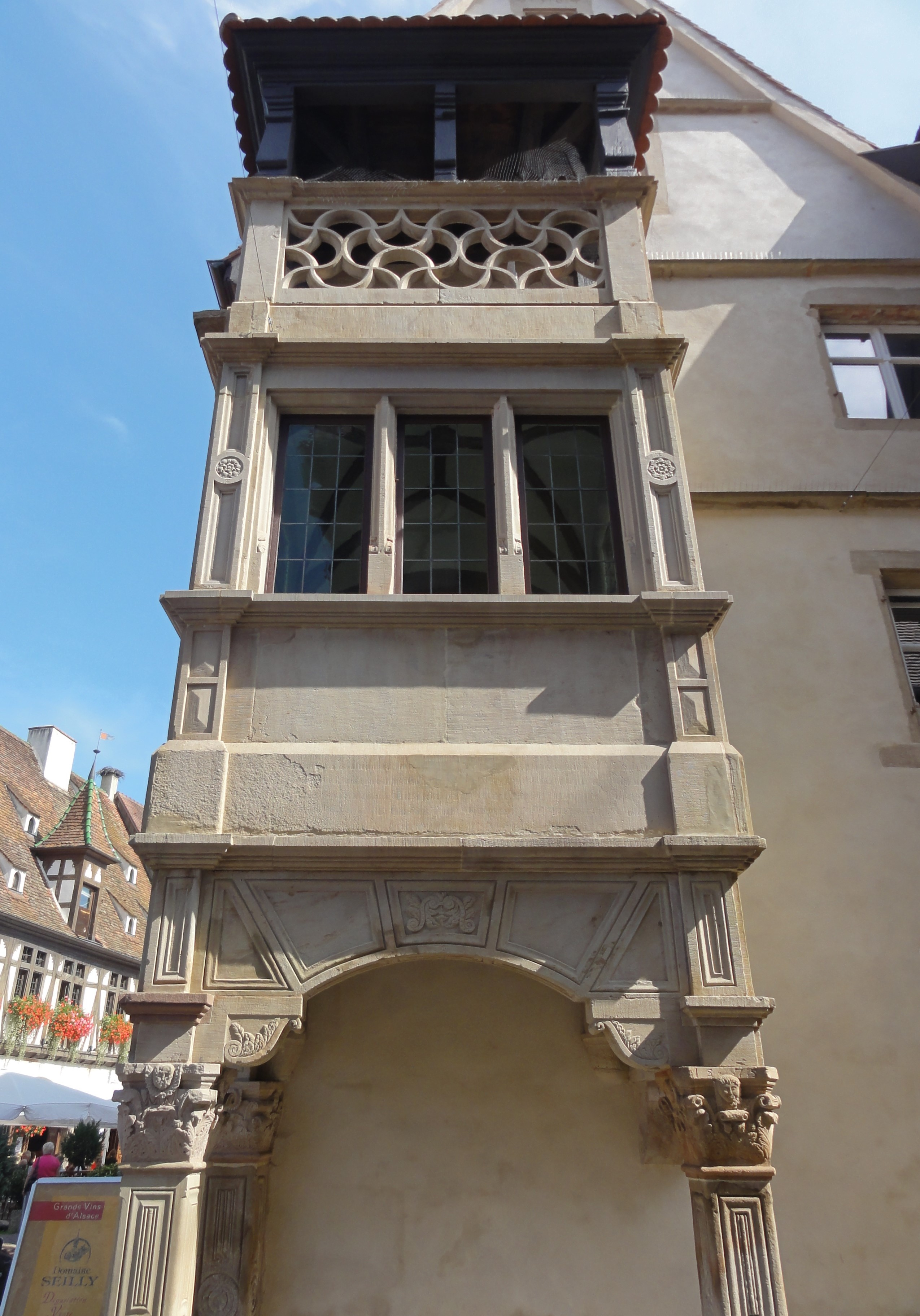
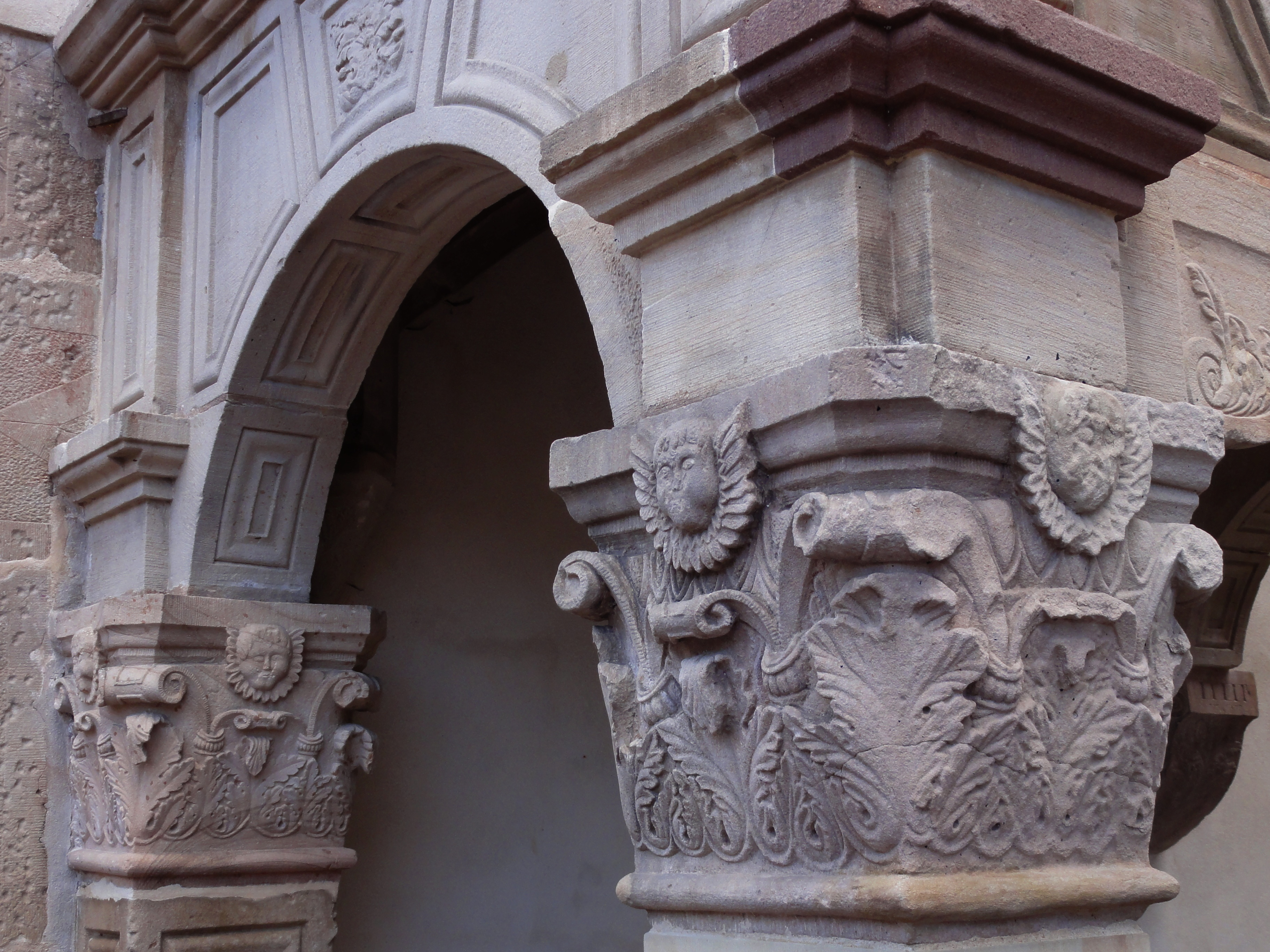
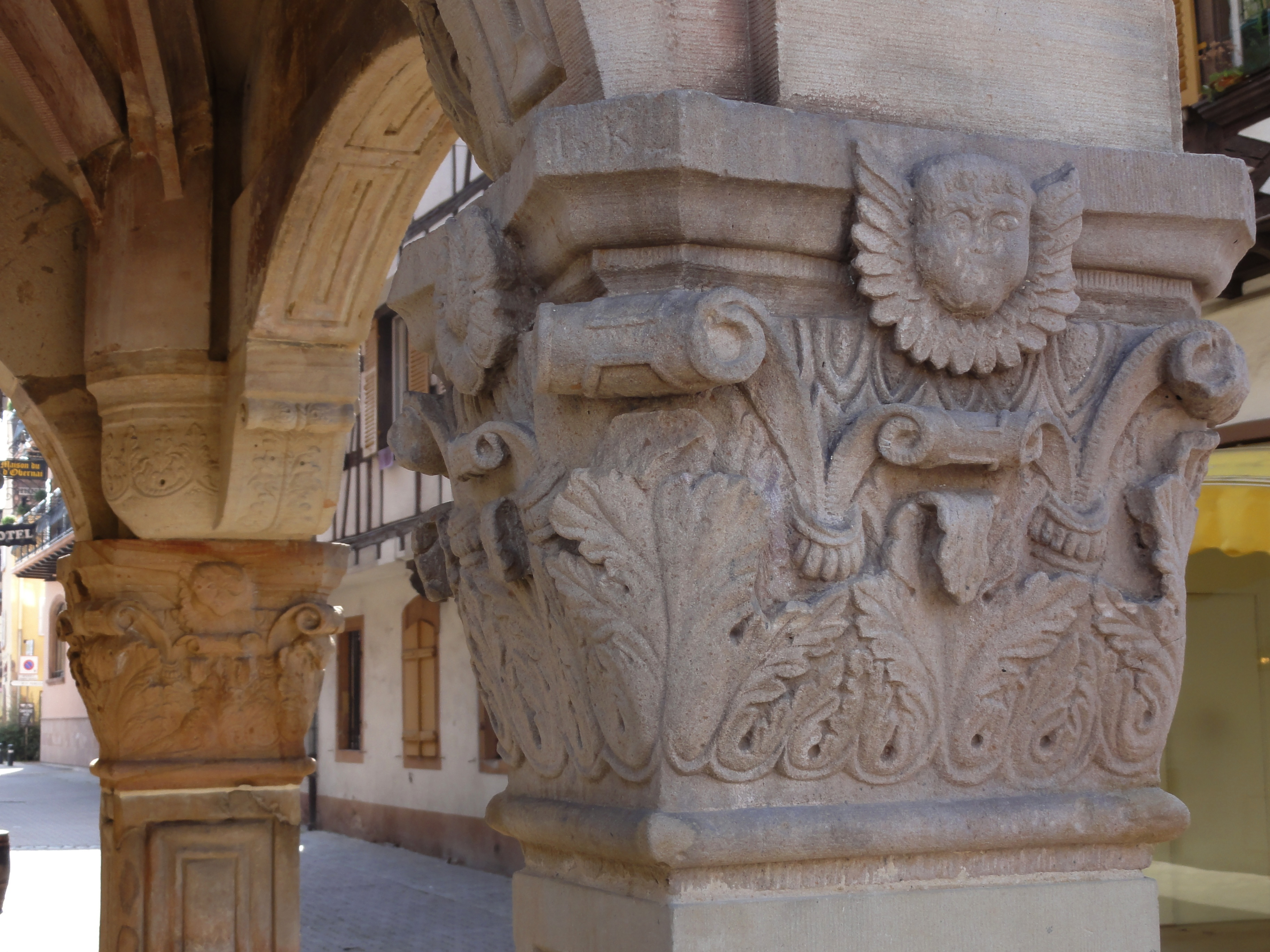
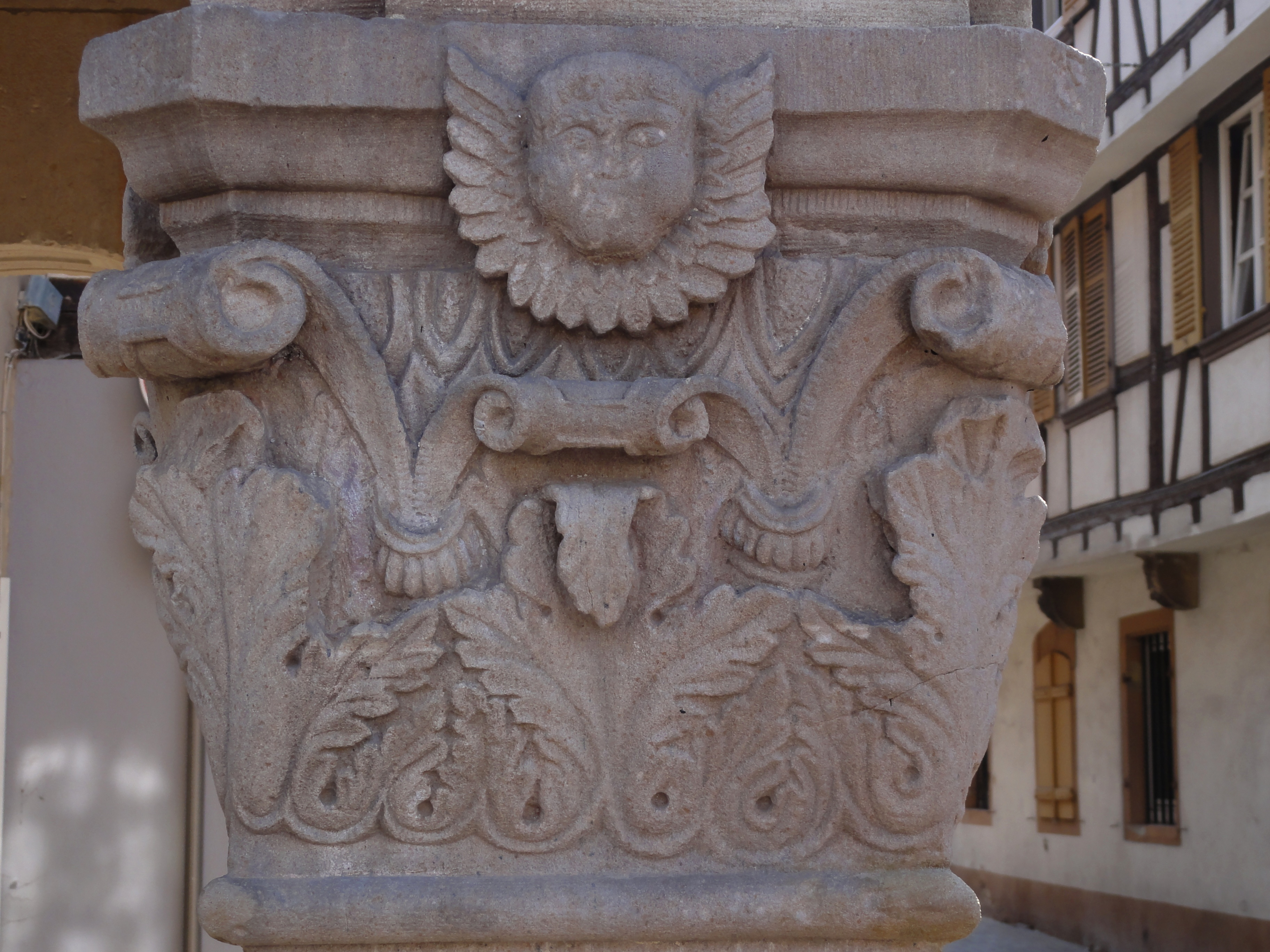
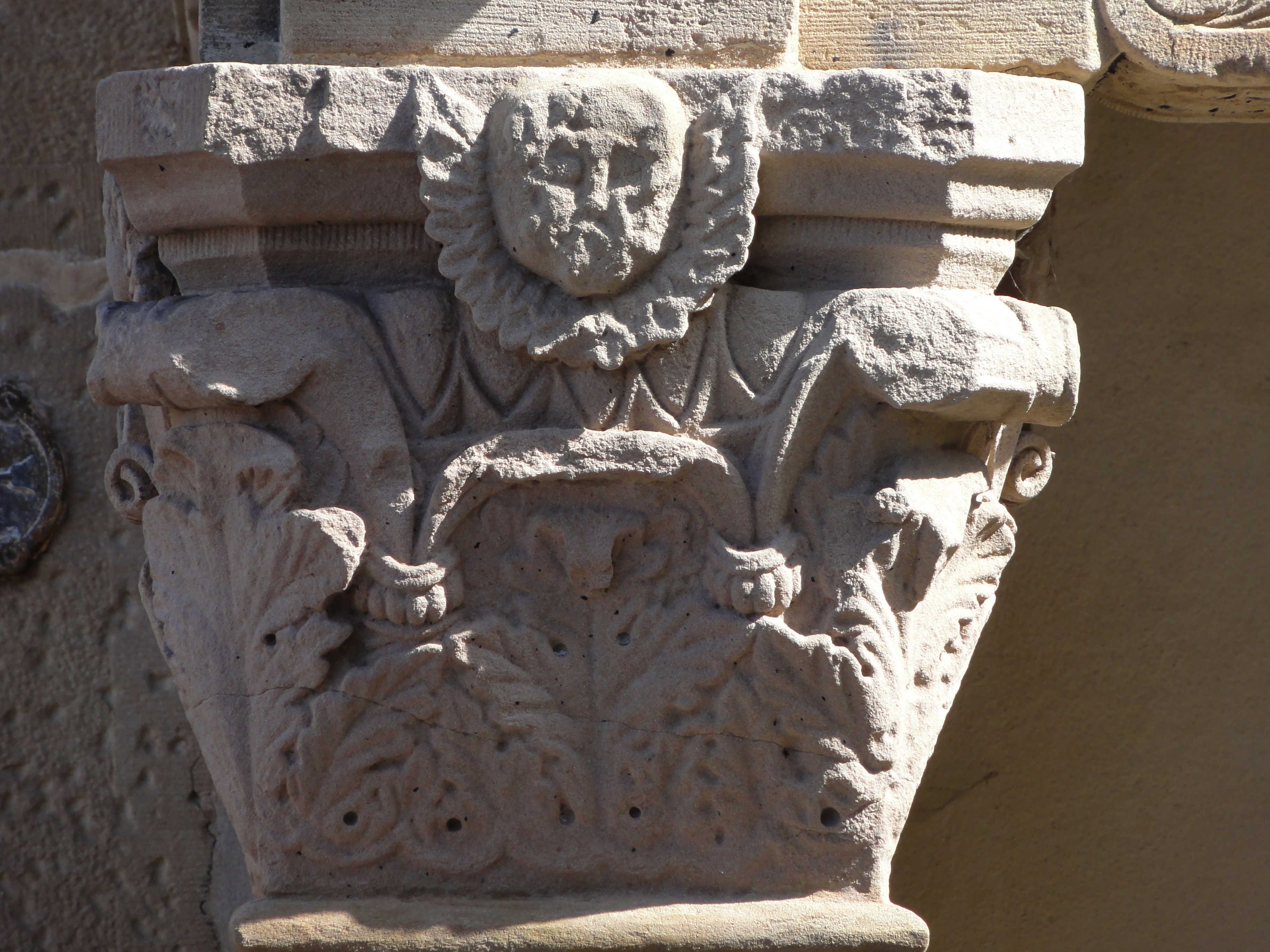
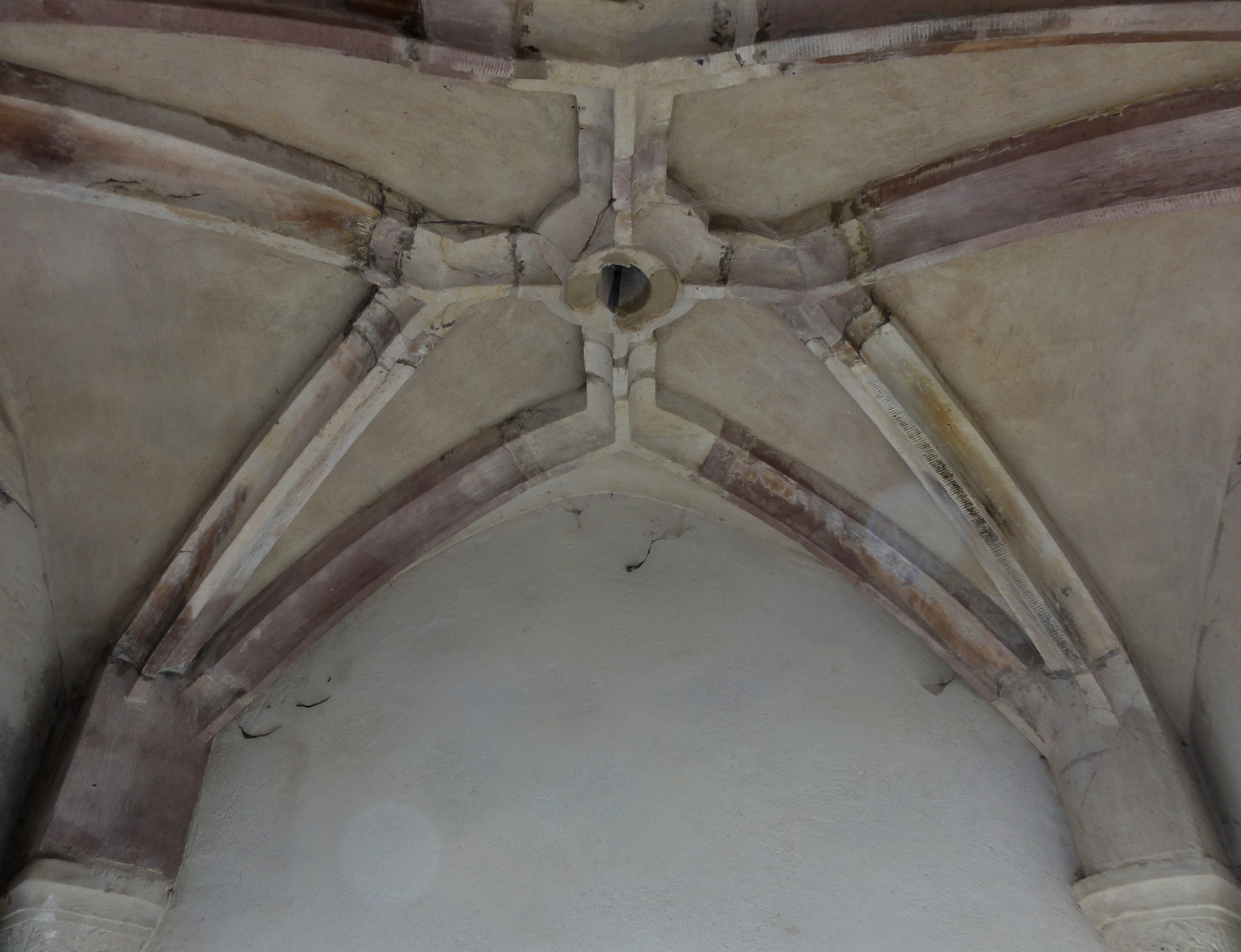